# Seraina Fitzi
Seraina Fitzi, född den 25 januari 2003, är en schweizisk innebandysspelare som spelar för svenska Endre IF och schweiziska damlandslaget.
Seraina Fitzi har med det schweiziska landslaget tagit ett brons i World Games år 2025.